# 443 TCN
443 TCN là một năm trong lịch La Mã.